# Bliss (EP)
Bliss ist die erste EP der schwedischen Bluesrock-Band Blues Pills. Sie erschien am 25. Mai 2012 über Crusher Records.

## Entstehung
Nachdem die Band mit Black Smoke eine 7″-Single veröffentlicht hatte, bekam sie von dem in Göteborg ansässigen Plattenlabel Crusher Records das Angebot, eine EP zu veröffentlichen. Die vier auf der EP vertretenen Titel hatte die Band bereits als Demo aufgenommen. Diese wurden von Sängerin Elin Larsson, dem Bassisten Zack Anderson und dem Schlagzeuger Cory Berry in dem Tonstudio Righteous Dog Recordings in Ames eingespielt. Die Aufnahme der Rhythmusgitarre teilten sich Anderson und Berry.
Die Aufnahmen wurden dann zu dem zur damaligen Zeit noch in Frankreich wohnenden Dorian Sorriaux geschickt, der dort seine Gitarrenspuren dazu aufnahm. Sängerin Elin Larsson reiste daraufhin nach Schweden um schließlich den Gesang aufzunehmen. Das Titellied Bliss ist das einzige Lied der Bandgeschichte, dass einen Text in schwedischer Sprache enthält. In dem Lied geht es um unbedachten Umgang mit der Umwelt. Für das EP-Cover fertigte Zack Anderson eine Collage aus Bildern zusammen, die er aus alten Pornoheften ausgeschnitten hatte.
Die EP erschien in einer Auflage von 700 Exemplaren, die die Band auf einer Tournee in Spanien verkaufte. Sängerin Elin Larsson erklärte, dass sie damals rund 70 Prozent dieser Exemplare verschenkt hätte. Wegen der damaligen Wirtschaftskrise in Spanien hätten viele Fans ihr erklärt, dass sie die EP gerne hätten, aber ihnen das Geld dafür fehlen würde. Die EP erschien erst im Jahr 2020 offiziell im Rahmen der erweiterten Ausgabe von Holy Moly! auf CD.

## Titelliste
1. Bliss – 3:33
2. Astralplane – 3:48
3. Devil Man – 4:34
4. Little Sun – 3:45

## Rezeption
Thomas Schmahl vom Onlinemagazin Powermetal.de bezeichnete die EP als „einen Knaller“ und bezeichnete insbesondere die Leistung von Sängerin Elin Larsson als „famos“. Schmal vergab neun von zehn Punkten. Laut Colin Brinker vom Onlinemagazin Metal.de „legt die Band gleich mal eine ganz heiße Sohle aufs Parkett“. Die EP habe „Seele“ und würde den Hörer „schon nach wenigen Takten berühren“. Brinker bewertete Bliss mit acht von zehn Punkten.